# Нойбрунн
Нойбрунн (нім. Neubrunn) — громада в Німеччині, розташована в землі Баварія. Підпорядковується адміністративному округу Нижня Франконія. Входить до складу району Вюрцбург.
Площа — 26,56 км2. Населення становить 2329 ос. (станом на 31 грудня 2020).